# Adirondack Bank Center
L'Adirondack Bank Center at the Utica Memorial Auditorium est un aréna à usages multiples d'une capacité de 3 860 (hockey sur glace) et de 5 700 (concerts) sièges situé à Utica, dans l'État de New York.
Il a ouvert officiellement ses portes le 13 mars 1960. 
Depuis 2021, il est le domicile de l'équipe professionnelle de hockey sur glace des Comets d'Utica de la Ligue américaine de hockey, affiliés aux Devils du New Jersey de la LNH, il est actuellement le plus petit aréna de la Ligue américaine de hockey. C'est dans cette enceinte où s'est déroulée une des scènes du film Slap shot où les Chiefs de Charlestown affrontaient les Patriots de Peterborough.